# Reprodukovanje popularne muzike kroz vreme u domaćoj sredini
Popularna muzika postoji oduvek i bila je sastavni deo ljudskih zajednica. Razvoj popularne muzike kroz istoriju u tesnoj je vezi sa razvojem tehnologije, odnosno tehničkih uređaja za reprodukovanje i skladištenje zvuka. 

## Nosači zvuka i uređaji za reprodukciju: istorijat

### Gramofon i ploče
Među prvim aparatima za (masovnu) upotrebu bio je gramofon – aparat za reprodukciju zvuka s gramofonskih ploča. Masovna proizvodnja ovih uređaja i gramofonskih ploča uticala je na tržite i celokupnu industriju popularne muzike globalno. Prva ploča iz oblasti popularne muzike u produkciji RTB-a (kasnije PGP-RTB) u Srbiji, bila je ploča Đorđa Marjanovića 1959. godine, čiji je celokupan tiraž od 11.000 primeraka prodat za manje od mesec dana. Poznato je da je u to vreme na teritoriji čitave Jugoslavije bilo oko 20.000 gramofona.
Pasionire grupe ljubitelja predmeta nosača zvuka poput ploča svrstavaju se u poseban red kolekcionara koji sakupljaju ove predmete i procenjuju njihovu vrednost u odnosu na očuvanost predmeta, dostupnost takvog primerka široj publici, zatim tip izdanja, vrstu žanra/zvuka koji se nalazi na datoj ploči, opremljenost omotnice itd. Upravo ova vrsta pasioniranih poštovalaca ploča doprinela je ponovnom procvatu proizvodnje ploča u celom svetu. Ograničeni tiraži određenih ploča utiču na njihovu dalju procenu na tržištu i određuju pre svega materijalnu vrednost, a ne muzički kvalitet. Proizvodnja ploča bila je globalno aktuelna do ’80. godina 20. veka.

### Kasetofon, vokmen i audio kaseta
Posle gramofona, započinje masovna proizvodnja tehnološki naprednijeg uređaja - kastetofona, koji takođe služi za reprodukovanje zvuka, a kao nosač zvuka koristi se kaseta, koju je razvila firma Filips (Philips) 1963. godine. Domaća izdavačka kuća PGP-RTB (danas PGP-RTS) započinje proizvodnju audio kaseta 1970. godine. Među prvim objavljenim kasetama iz produkcije RTB-a u oblasti popularne muzike bila je kompilacija pod nazivom „Romanse“ 1970. godine.
Revolucija u konzumiranju muzike, pre svega popularne, nastala je s pojavom vokmena, koji je bio prvi prenosivi, lični uređaj za reprodukovanje zvuka, koji je za razliku od prenosivih kastefona bio znatno manji i mogao da se nosi zakačen o pojas ili u džepu. Uređaj je izumela i lansirala japanska kompanija Soni (Sony) 1979. godine. 

### Kompakt disk
Nakon kastefona i kaseta, narednu fazu u tehnološkoj revoluciji, koja je imala bitan uticaj na popularnu muziku, predstavlja razvoj uređaja koji očitavaju novi tip nosača zvuka - kompakt disk (CD). Prve CD-ove razvile su tehnološke kuće Filips i Soni. U Japanu su CD-ovi bili dostupni od 1982. godine, a u Evropi i u Severnoj Americi od 1983. godine.
S razvojem zvučnih (statičnih) aparata (mini linije, stubovi...), koji su mogli imati po više CD čitača, uporedo se razvija i prenosivi uređaj za reprodukovanje zvuka. Tako je vokmen dobio svog naslednika – diskmen (diskman). Prvi diskmen pojavio se na tržištu 1984. godine.
Domaća diskografska kuća PGP RTB objavljivanje muzike na CD-ovima započela je krajem 80-ih godina prošlog veka. Prema podacima sa platforme Discogs, prvi CD iz oblasti popularne muzike bila je kompilacija od 13 pesama, tada aktuelnih bendova i autora među kojima su Riblja Čorba, Bajaga i instruktori, Smak, Poslednja igra leptira, Kornelije Kovač, Lazar Ristovski, Đorđe Balašević, Slađana Milošević i Dado Topić. Ova kompilacija pod nazivom „Rock & Pop Fun“, objavljena je 1987. godine. Iako je PGP-RTS već od 1987. godine objavljivao muzičke albume, proizvodnju CD-a u svojoj fabrici započeli su 1997. godine.

### MP3 Format
Nakon vokmena i diskmena razvoj tehnologije u reprodukovanju muzike je išao u pravcu patentiranja aparata i formata koji može da skladišti veliku količinu muzike i da bude fizički što manji. Nakon diskmena popularnost su preuzeli mp3, mp4 i Ajped (Ipad).

### Platforme za distribuciju muzike
Sa pojavom platforme JuTjub (YouTube) 2005. godine, distribuiranje i konzumiranje popularne muzike premešta se sve više u virtuelni prostor, odnosno u virtuelne baze i strategije skladištenja muzike, koje nude niz mogućnosti za pretragu muzike, pravljenje sopstvenih lista i drugo. Među najpopularnijim platformama nalaze se Jutjub, Spotifaj (Spotify) i Dizer (Deezer). 